# Space Manbow
Space Manbow (яп. スペースマンボウ Супэ:су Манбоу) — видеоигра в жанре горизонтального скролл-шутера, разработанная и изданная компанией Konami в 1989 году эксклюзивно для домашних компьютеров стандарта MSX2. Официально издавалась только в Японии, стоимость игры составляла 6800 иен.
Картридж с игрой использовал микросхему Konami SCC для воспроизведения музыки и звуковых эффектов. Игра поддерживала дополнительные возможности компьютеров MSX2+ для более плавной горизонтальной прокрутки экрана.

## Сюжет
Сюжет игры описан в руководстве, прилагаемом к игре и содержащем небольшой комикс, а также в самой игре во вступительной заставке.
В будущем на планете Альфа 4, находящейся на окраине обжитой части галактики, были найдены руины древней высокоразвитой цивилизации, покрывающие почти всю планету. Туда была отправлена исследовательская команда. Продолжающая функционировать автоматическая защитная система планеты расценила действия исследователей как враждебные, и в направлении Солнечной системы был послан огромный военный космический корабль.
Поверхность этого космического корабля покрыта сверхплотным материалом, а сам корабль окружён 100-километровым барьером, не позволяющим приблизиться к нему. Корабль вооружён энергетическим оружием, способным уничтожать целые звёзды. За его своеобразную форму корабль получил название «Рыба-луна» («manbow» на японском языке).
Кливер Мю (Kliever Myu), бывший пилот Объединённых Межзвёздных Сил, а также археолог, изучающий чужие цивилизации, выяснил, что единственный способ попасть внутрь защитного поля «Рыбы-Луны» — портал, находящийся в подземельях планеты Альфа 4. Там также был найден небольшой космический корабль, обладающий мощным оружием. На этом корабле Кливер отправляется на «Рыбу-Луну».

## Игровой процесс
Игровой процесс в целом аналогичен другим играм жанра и другим подобным играм от Konami (серия Gradius).
Оружие игрока имеет 16 уровней мощности, которая увеличивается взятием специальных призов и со временем уменьшается. Также присутствует дополнительное оружие в виде спутников. Противники могут нападать не только спереди, но и с других сторон, а игрок может изменять направление стрельбы.
Игра состоит из восьми уровней, в конце каждого из которых присутствует босс. В некоторых уровнях движение происходит слева направо, некоторые представляют собой лабиринты с автоматическим изменением направления движения.

## Space Manbow 2
Несмотря на успех игры, она не получила официальных продолжений. После Space Manbow компания Konami выпустила ещё несколько игр для MSX, включая Metal Gear 2: Solid Snake, Quarth и Super Deform Snatcher, после чего прекратила поддержку платформы. Игра не выходила на других платформах и не переиздавалась в составе сборников классических игр Konami.
В начале 2005 года команда RenovatiO из Нидерландов начала разработку неофициального продолжения, Manbow 2. Демонстрационные версии были показаны на компьютерных ярмарках Bussum 2005 и Nijmegen 2006, посвящённых платформе MSX. Игра была выпущена осенью 2007 года. Она использовала картридж объёмом 2 мегабита и микросхему SCC, а также SRAM с батарейным питанием для сохранения прогресса в игре. Игра получила оценку 75 % на сайте MSX Resource Center. Среди недостатков были отмечены монотоннось музыки и однотипность противников.